# Cot Gajahpeujut
Cot Gajahpeujut är en kulle i Indonesien.   Den ligger i provinsen Aceh, i den västra delen av landet, 1 700 km nordväst om huvudstaden Jakarta. Toppen på Cot Gajahpeujut är 142 meter över havet.
Terrängen runt Cot Gajahpeujut är kuperad söderut, men norrut är den platt.Runt Cot Gajahpeujut är det ganska tätbefolkat, med 160 invånare per kvadratkilometer. Närmaste större samhälle är Reuleuet, 9,5 km öster om Cot Gajahpeujut. I omgivningarna runt Cot Gajahpeujut växer i huvudsak städsegrön lövskog.